# Anton Peffenhauser
El armero Anton Peffenhauser Augsburgo (1552-1603), fue uno de los cuatro o cinco profesionales más destacados de su arte en todo el siglo XVI. Permaneció en el centro de atención durante más de treinta años, de 1570 hasta su muerte, y es realmente sorprendente cómo muchas de sus obras -que han perdurado más que los de cualquiera de sus contemporáneos- se puede atribuir a su creador con certeza o, al menos, con un alto grado de probabilidad.
En la segunda mitad del siglo XVI, el arte de la armería perdió mucha importancia. Grandes maestros como Desiderius Helmschmied de la famosa familia Helmschmied, y Matthäus Frauenpreis lucharon por evitar la crisis, pero finalmente se resignaron; Anton Peffenhauser  fue el único al que no afectó este declive; de hecho, mejoró bastante su situación debido, probablemente, a que se dedicaba más a la exportación que a abastecer el mercado local. Esto no quiere decir que su obra no fuese valorada en su tierra, al contrario, se mantuvo en alta estima mucho más allá de su muerte.

## Estilo
El estilo de Peffenhauser varía desde la exuberante ornamentación hasta la extrema sencillez. Uno de los bajorrelieves en armadura más notables, que se creía habían sido propiedad del rey Sebastián de Portugal y se encuentra actualmente en la Real Armería de Madrid, lleva su marca.
Sabemos, por ejemplo, que otro traje “cincelado” en la Real Armería, que fue propiedad de Felipe II (1527-98), hecho por el maestro Desiderius Helmschmied aproximadamente en el año 1550, fue decorado por el orfebre Jörg Sigman, sin duda alguna por encargo de Helmschmied. En términos estructurales, estas dos armaduras son tan similares que los especialistas sospechan que una sirvió de modelo a la otra. Probablemente el más antiguo fuese el del rey Sebastián. Sin embargo, el cincelado de Peffenhauser alcanza un nivel artístico muy por encima de lo logrado por Jörg Sigman en la armadura de Helmschmied: su plasticidad es más robusta y vigorosa, el juego de luces y sombras es mucho más rico, más colorido, y los espacios ornamentados son tratados con gran estilo y fluidez, sin zonas vacías.
Aún habiendo realizado una labor encomiable, Jörg Sigman no dejaba de ser un orfebre, mientras que los adornos de Peffenhauser parecen haber sido realizados por un auténtico artista. No obstante, la ornamentación de las armaduras, ya sea cada vez más ingeniosa y loable, siempre queda subordinada a la forma básica de la armadura en sí, la plancha de hierro forjada por el armero. 
La técnica ornamental más usada durante todo el siglo XVI fue, con diferencia, el grabado al ácido. Este trabajo rara vez era llevado a cabo por el Peffenhauser, pero sí que se ocupaba de los diseños y de adaptarlos cuidadosamente en el espacio disponible.